# Eozubovskya banatica
Eozubovskya banatica is een rechtvleugelig insect uit de familie Dericorythidae. De wetenschappelijke naam van deze soort is voor het eerst geldig gepubliceerd in 1965 door Kis.